# Stosatea arcadica
Stosatea arcadica är en mångfotingart som först beskrevs av Karl Wilhelm Verhoeff 1900.  Stosatea arcadica ingår i släktet Stosatea och familjen orangeridubbelfotingar. Inga underarter finns listade i Catalogue of Life.